# 1981 год в авиации
Список событий в авиации в 1981 году.

## События
- 29 апреля — первый полёт тяжёлого транспортного самолёта ВМ-Т «Атлант» ОКБ Мясищева модификации стратегического бомбардировщика 3М.
- 28 мая — первый полёт одноместного пилотажного самолёта Як-55.
- 16 июня — первый полёт F-117 «Найт Хок».
- 2 августа — первый полёт Ил-76КТ самолёта для тренировки космонавтов в условиях имитации невесомости.[1]
- 19 августа — первый полёт А-60, советской экспериментальной летающей лаборатории, носителя лазерного оружия на базе самолёта Ил-76МД.
- 26 сентября — первый полёт Boeing 767, широкофюзеляжного авиалайнера, предназначенного для совершения полётов средней и большой протяжённости.
- 18 декабря — первый полёт сверхзвукового стратегического бомбардировщика-ракетоносца Ту-160.

### Без точной даты
- Основана авиакомпания Air New Orleans.
- Основана авиакомпания Hageland Aviation Services.

## Персоны

### Скончались
- 11 декабря — Сидор Васильевич Слюсарев, советский лётчик и военачальник, Герой Советского Союза.
- 24 декабря — Амелин, Алексей Степанович, советский офицер, командир эскадрильи 240-го истребительного авиационного полка 302-й истребительной авиационной дивизии 4-го истребительного авиационного корпуса 5-й воздушной армии 2-го Украинского фронта. Герой Советского Союза (26.10.1944), старший лейтенант, полковник в отставке.